# Alchemilla serra-saxeti
Alchemilla serra-saxeti é uma espécie de rosácea do gênero Alchemilla, pertencente à família Rosaceae.